# Homme de Yunxian
L’Homme de Yunxian est le nom donné à deux crânes fossiles du genre Homo, découverts en 1989 et 1990 par Tianyuan Li sur le site de Xuetangliangzi, dans le xian de Yun (Hubei), en Chine,. Ils sont datés de 936 000 ans.

## Historique
En mai 1989, le professeur Tianyuan Li a découvert un premier crâne humain sur le site de Xuetangliangzi, dans le xian (district) de Yun (province du Hubei), puis un deuxième crâne en 1990. Le site est situé à une centaine de mètres de la rivière Han.

## Description
Les deux crânes de Yunxian (notés Yunxian 1 et Yunxian 2) sont quasiment complets, mais ils ont été fortement déformés par la pression exercée par les sédiments accumulés au-dessus d'eux pendant près d'un million d'années. Les chercheurs chinois et français ont néanmoins pu produire une reconstitution virtuelle de la forme initiale des crânes, notamment par des rétablissements de symétrie et par l'application de proportions tirées de crânes fossiles déjà connus.
Le volume endocrânien de Yunxian 2, le mieux conservé des deux crânes, est estimé à 1 050 cm3, ce qui est comparable aux fossiles africains et européens de la même époque, ainsi qu'aux fossiles asiatiques légèrement plus tardifs.
Les crânes de Yunxian présentent des caractères archaïques :
- une forme basse et allongée
- un os frontal fuyant
- un os temporal bas et allongé

Ils présentent cependant également des caractères dérivés qui leur sont propres (autapomorphes), et qui les distinguent des Homo erectus chinois tels que l'Homme de Pékin ou l'Homme de Nankin :
- un processus mastoïde développé
- des crêtes mastoïdienne, sus-mastoïdienne, et un torus angularis peu marqués

Ces caractères spécifiques pourraient conduire à classer l'Homme de Yunxian dans un taxon distinct des fossiles chinois du Pléistocène moyen.

## Datation
Les deux crânes humains sont datés de 936 000 ans par le paléomagnétisme. En effet, leur couche stratigraphique correspond à l'excursion paléomagnétique de Santa Rosa,.

## Industrie lithique
De nombreuses pierres taillées ont été trouvées sur le site : des galets aménagés, quelques bifaces, des pics, des éclats.
Cette qualification de bifaces est discutée par certains chercheurs. Selon le préhistorien américain Hallam Movius, on ne trouvait traditionnellement pas de bifaces au-delà de la ligne de Movius, définie en 1949, et qui séparait l'Inde de l'Asie orientale. Reconnaitre des bifaces acheuléens en Asie orientale, que ce soit en Chine ou en Asie du Sud-Est, est une réfutation de la ligne de Movius.

## Culture et techniques
Une étude a montré que les animaux exploités par l'homme de Yunxian étaient des animaux apparemment noyés par une crue de la rivière Han, ce qui indique qu'il pratiquait le charognage.